# 宮城孝太郎
宮城 孝太郎（みやぎ こうたろう、1940年6月17日 - ）は、日本の実業家。ミヤギアソシエーツ創業者で、同社代表取締役社長。

## 人物・来歴
東京都出身。慶應義塾普通部、慶應義塾高等学校を経て、慶應義塾大学法学部法律学科を卒業。同年、キヤノン株式会社入社。2004年に退社し、ミヤギアソシエーツ設立、同社代表取締役社長就任。
1980年ごろからカメラ事業企画部部長に就任し、ベストセラーとなるキヤノン EOSシリーズの立ち上げ、開発を担当した。子会社であるキヤノンオーストラリア Pty.Ltd.社長を経て、1995年よりキヤノン株式会社取締役兼キヤノンシンガポール Pte.Ltd.社長兼キヤノン香港 Co.,Ltd.社長に就任。2001年から2004年までキヤノン株式会社常務監査役、2006年からはスミダコーポレーション社外取締役を務めた。
キヤノン株式会社顧問、社団法人日本監査役協会理事、青山学院大学大学院非常勤講師も兼務。

## 親族
父は共栄火災海上保険元社長の宮城孝治。